# USS Decatur (DD-341)
USS Decatur (DD-341) là một tàu khu trục lớp Clemson được Hải quân Hoa Kỳ chế tạo vào cuối Chiến tranh Thế giới thứ nhất. Nó là chiếc tàu chiến thứ ba của Hải quân Hoa Kỳ được đặt theo tên Thiếu tướng Hải quân Stephen Decatur (1779-1820), người tham gia cuộc Chiến tranh 1812. Decatur đã tiếp tục phục vụ trong Chiến tranh Thế giới thứ hai cho đến khi được cho ngừng hoạt động và bị tháo dỡ năm 1945.

## Thiết kế và chế tạo
Decatur được đặt lườn vào ngày 15 tháng 9 năm 1920 tại Xưởng hải quân Mare Island ở Vallejo, California. Nó được hạ thủy vào ngày 29 tháng 10 năm 1921, được đỡ đầu bởi bà J. S. McKean, và được đưa ra hoạt động vào ngày 9 tháng 8 năm 1922 dưới quyền chỉ huy của Hạm trưởng, Đại úy Hải quân C. K. Osborne.

## Lịch sử hoạt động

### Giữa hai cuộc thế chiến
Sau khi hoàn tất việc chạy thử máy, Decatur khởi hành đi San Diego, California, nơi nó được cho xuất biên chế vào ngày 17 tháng 1 năm 1923; nhưng rồi nhập biên chế trở lại vào ngày 26 tháng 9 và trở thành soái hạm của Hải đội Khu trục 11 trực thuộc Hạm đội Chiến trận. Cho đến năm 1937, nó hoạt động dọc theo vùng bờ Tây Hoa Kỳ, vùng biển Hawaii và vùng biển Caribe. Từ tháng 4 đến tháng 9 năm 1925, nó thực hiện chuyến viếng thăm Samoa, New Zealand và Australia, và vào tháng 4 năm 1926 đã thực hiện một cuộc khảo sát rộng rãi bờ biển Mexico. Vào ngày 28 tháng 7 năm 1926, chiếc tàu khu trục đón lên tàu Bộ trưởng Hải quân Curtis D. Wilbur tại Bremerton, Washington cho chuyến viếng thăm chính thức đến các cảng Alaska, quay trở về Bremerton vào ngày 6 tháng 8. Nó cũng từng đưa Cao ủy Haiti đến Santiago, Cuba vào ngày 14 tháng 3 năm 1930, rồi viếng thăm New York và vịnh Chesapeake cho một cuộc Duyệt binh Hạm đội Tổng thống vào ngày 19 tháng 5 trước khi quay trở lại vùng bờ Tây trong tháng 6.
Decatur đi đến Norfolk, Virginia vào ngày 22 tháng 2 năm 1937 để làm nhiệm vụ cùng Phân đội Huấn luyện thuộc Hạm đội Hoa Kỳ. Nó hộ tống cho chuyến đi của Tổng thống Franklin Delano Roosevelt trên chiếc Potomac đi đến New Orleans và Texas, rồi phục vụ trong các chuyến đi huấn luyện học viên sĩ quan và quân nhân dự bị, cũng như hoạt động Tuần tra Trung lập dọc vùng bờ Đông Hoa Kỳ kéo dài đến vùng biển Cuba cho đến tháng 9 năm 1941.

### Thế Chiến II
Đi đến Argentia, Newfoundland vào ngày 14 tháng 9 năm 1941, Decatur phục vụ trong việc hộ tống các đoàn tàu vận tải và tuần tra đến các cảng tại Iceland cho đến khi nó quay trở về Boston, Massachusetts vào ngày 17 tháng 5 năm 1942. Từ ngày 4 tháng 6 đến ngày 25 tháng 8, nó hoạt động hộ tống vận tải giữa Norfolk và Key West, Floriad, rồi giữa và vịnh Guantánamo, Cuba từ ngày 30 tháng 8 đến ngày 13 tháng 10. Cho đến ngày 14 tháng 1 năm 1943, nó hộ tống tàu bè ra khơi giữa Boston và New York, rồi khởi hành vào ngày 11 tháng 2 để đi sang khu vực Địa Trung Hải, trước khi quay trở về Aruba thuộc Tây Ấn. Nó còn thực hiện bốn chuyến đi từ New York và Aruba đến Địa Trung Hải cho đến ngày 1 tháng 10.
Decatur tham gia đội đặc nhiệm hình thành chung quanh tàu sân bay hộ tống USS Card và khởi hành từ Norfolk vào ngày 24 tháng 11 năm 1943 cho hoạt động tìm và diệt tàu ngầm, quay trở về New York vào ngày 3 tháng 1 năm 1944. Từ ngày 26 tháng 1 đến ngày 17 tháng 2, nó hộ tống một đoàn tàu đi Panama, quay trở về cùng một đoàn tàu khác đến Hampton Roads. Vào ngày 13 tháng 3, nó rời Norfolk trong vai trò soái hạm của Lực lượng Đặc nhiệm 64, hộ tống một đoàn tàu vận tải lớn đi sang Bizerte, Tunisia. Vào ngày 31 tháng 3, đang khi di chuyển giữa Oran và Algiers, lực lượng thành công trong việc đẩy lui một cuộc tấn công phối hợp của máy bay và tàu ngầm Đức, và đi đến nơi vào ngày 3 tháng 4. Tám ngày sau, nó lên đường quay trở về Hoa Kỳ, về đến Boston vào ngày 2 tháng 5, trải qua một đợt đại tu ngắn rồi tiến hành huấn luyện sau đó.
Đi đến Norfolk vào ngày 2 tháng 7 năm 1944, Decatur khởi hành từ cảng này để làm nhiệm vụ hộ tống và huấn luyện tại vùng biển Caribe cho đến ngày 30 tháng 6 năm 1945, khi nó đi vào Xưởng hải quân Philadelphia để chuẩn bị ngừng hoạt động. Nó được cho xuất biên chế vào ngày 28 tháng 7 năm 1945 và bị bán vào ngày 30 tháng 11 năm 1945 để tháo dỡ.

## Phần thưởng
Decatur được tặng thưởng hai Ngôi sao Chiến trận do thành tích phục vụ trong Thế Chiến II.